# Richard 'Skeets' Gallagher
Richard 'Skeets' Gallagher (né le 28 juillet 1891 à Terre Haute (Indiana) et mort le 22 mai 1955 à Santa Monica, en Californie) est un acteur américain de cinéma, qui commence sa carrière en 1923, à l'époque du cinéma muet.

## Filmographie partielle
- 1923 : Son premier amour (The Daring Years), de Kenneth S. Webb
- 1927 : Pour l'amour de Mike (For the Love of Mike) de Frank Capra
- 1927 : Papa spécule (The Potters) de Fred C. Newmeyer
- 1929 : Chimères (Fast Company) de A. Edward Sutherland
- 1929 : Pointed Heels de A. Edward Sutherland
- 1929 : Harmonie (Close Harmony) de John Cromwell et A. Edward Sutherland
- 1930 : Her Wedding Night de Frank Tuttle
- 1930 : Honey de Wesley Ruggles
- 1930 : Love Among the Millionaires de Frank Tuttle
- 1931 : Le Chemin du divorce (The Road to Reno) de Richard Wallace
- 1931 : Les Bijoux volés (The Stolen Jools) de William C. McGann
- 1931 : Up Pops the Devil de A. Edward Sutherland
- 1931 : Fascination (Possessed) de Clarence Brown
- 1932 : L'Oiseau de paradis de King Vidor
- 1932 : Le Fantôme de Crestwood (The Phantom of Crestwood) de J. Walter Ruben
- 1933 : The Past of Mary Holmes de Harlan Thompson et Slavko Vorkapich
- 1933 : Too Much Harmony de A. Edward Sutherland
- 1933 : In the Money de Frank R. Strayer
- 1933 : Alice au pays des merveilles (Alice in Wonderland) de Norman Z. McLeod
- 1934 : Quand une femme aime (Riptide) d'Edmund Goulding
- 1936 : Yours for the Asking d'Alexander Hall
- 1937 : Espionnage de Kurt Neumann
- 1939 : La Ronde des pantins (Idiot’s Delight) de Clarence Brown
- 1941 : Citadel of Crime de George Sherman
- 1952 : Three for Bedroom C de Milton H. Bren (en)